# Satchel (groupe)
Pour le guitariste américain, voir Satchel.
Satchel est un groupe de rock alternatif américain, originaire de Seattle, dans l'État de Washington.

## Biographie
Satchel est formé originellement sous le nom de Bliss par le chanteur et claviériste Shawn Smith et le batteur Regan Hagar lorsque leur groupe précédent, Brad, fait une pause, leur guitariste Stone Gossard retournant à son groupe principal, Pearl Jam. Le guitariste Johhn Hoag, originaire de Shelton les rejoignit ainsi que le bassiste Corey Kane et le saxophoniste Jefferson Bennett. Le nom Bliss était déjà déposé par un groupe anglais et un nouveau nom de groupe s'imposait, les musiciens choisissent Satchel. Le groupe commence à répéter et à écrire de nouvelles chansons mais Jefferson décida de s'en aller.
En 1994 sort le premier album du groupe, intitulé EDC, largement inspiré du film Reservoir Dogs de Quentin Tarantino. Le groupe parti en tournée pour soutenir ce premier album. Au début de 1995, Corey Kane quitte à son tour le groupe, il fut remplacé par Mike Berg. Satchel sort son deuxième album en octobre 1996, The Family, qui sera co-produit par Stone Gossard. Le groupe retourne sur la route pour une tournée de dix semaines au bout de laquelle John Hoag décida un soir à Chicago de lui aussi quitter le groupe. Satchel retourne à Seattle et enregistre encore quelques titres (qu'on retrouvera plus tard sur la compilation Brad vs. Satchel) avant que le groupe se sépare. Shawn et Regan ne resteront pas longtemps inactifs, Stone Gossard décida d'enregistrer un nouvel album de Brad en 1997.
Il faudra attendre 2010 pour voir Satchel se reformer. John Hoag recontacte ses anciens compères et le groupe enregistre et auto-produit son troisième album studio, Heartache and Honey. Jeff Fielder, Lonnie Marshall et Mike Berg assureront les parties de basse sur l'album avant que Jeremy Lightfoot intègre définitivement le groupe. En 2011, John Hoag quittera à nouveau le groupe et Shawn et Regan retrouveront à nouveau Stone Gossard pour un nouvel album de Brad. Le 13 juin 2012, Kathy Moore rejoint Satchel en tant que nouvelle guitariste.

## Discographie

### Albums studio
- 1994 : EDC
- 1996 : The Family
- 2010 : Heartache and Honey

### Compilation
- 2005 : Brad vs. Satchel

## Membres

### Membres actuels
- Shawn Smith - chant, piano, guitare
- Regan Hagar - batterie, percussions
- Jeremy Lighfoot - basse
- Kathy Moore - guitares

### Anciens membres
- John Hoag - guitare (1994-2011)
- Corey Kane - basse (1994-1996)
- Mike Berg - basse (1996-1997)
- Jefferson Bennett - saxophone (1993)